# Andrzej Abel Alricy
Andrzej Abel Alricy, André-Abel Alricy (ur. 2 sierpnia 1712 w Crémieu, Isère (Francja), zm. 3 września 1792) – francuski prezbiter katolicki, męczennik, błogosławiony Kościoła katolickiego. 

## Życiorys
Przyszedł na świat 2 sierpnia 1712 roku. Był księdzem. Został zamordowany w seminarium w wieku 80 lat.
Został beatyfikowany przez papieża Piusa XI w dniu 17 października 1926 roku w grupie 191 męczenników z Paryża. 